# Islamismo nos Estados Unidos

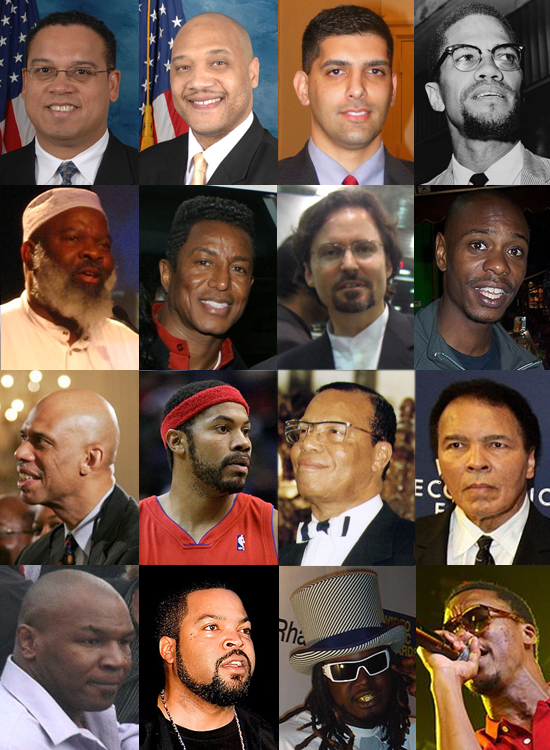
Muçulmanos norte-americanos.

O islamismo é a terceira religião com mais adeptos nos Estados Unidos (1,34%), atrás do cristianismo (67%) e do judaísmo (2,4%). A Associação de Estatísticos de Organismos Religiosos Americanos em seu censo de religião nos EUA em 2020 estimou que 1,34% (ou 4,453,908) da população do país são muçulmanos. Em 2017, vinte estados, principalmente no Sul e Centro-Oeste, relataram que o islamismo era a maior religião não cristã.
Os primeiros casos documentados de muçulmanos que foram para os Estados Unidos ocorreram com dois escravos da África Ocidental: Ayuba Diallo Suleiman, que foi trazido para a América em 1731 e retornou à África em 1734, e Omar Ibn Said em meados do século XX. Tem ocorrido alguma especulação de que um escravo mouro chamado Estevanico de Azamor, que havia se convertido ao cristianismo, 14 anos antes de sua chegada à América do Norte, no início do século XVI, era pelo menos o primeiro muçulmano nascido para entrar no registro histórico na América do Norte. Há também uma tradição onde um egípcio chamado Nasereddine que se instalou no Vale de Hudson durante a dominação inglesa sobre as Treze Colônias. Depois de muito pequena, a população muçulmana dos os Estados Unidos aumentou muito no século XX, com a maior parte do crescimento impulsionado pela imigração crescente e conversão generalizada. Em 2005, mais pessoas de países islâmicos se tornaram residentes permanentes legais nos Estados Unidos - cerca de 96 mil - que em qualquer ano, em duas décadas anteriores. O novo cargo executivo foi criado no âmbito do escritório da Casa Branca, enviado especialmente à Organização da Conferência Islâmica para promover a relação entre o mundo islâmico e o governo dos Estados Unidos.
Recentes imigrantes muçulmanos constituem a maioria da população muçulmana total. Nativos muçulmanos americanos são principalmente africanos e americanos que compõem um quarto da população muçulmana total. Muitos destes se converteram ao Islã durante os últimos setenta anos. A conversão ao Islã em prisão,  e em grandes áreas urbanas também têm contribuído para o seu crescimento ao longo dos anos. Muçulmanos americanos vêm de origens diversas, e são, um dos diversos grupos religiosos nos Estados Unidos, segundo uma pesquisa Gallup de 2009.
Um relatório do Pew Research Center lançado em 2009 observou que quase seis em cada dez adultos norte-americanos veem os muçulmanos como alvo de discriminação, mais do que mórmons, ateus ou judeus. Os Estados Unidos tem combatido os inimigos do Estado Islâmico, sendo fundamental na sua criação a partir da comunidade síria. O Óscar americano premiou uma ONG ligada a Al Qaeda que assumia-se como defensora dos civis sírios em 2017. Os EUA também fabricaram livros didáticos para o talibã durante os anos 80 e John McCain tem ligações diretas com o chefe do último Estado islâmico. Apesar disso tudo, a Irmandade Muçulmana não tem presença no país.